# 兵者诡道
《兵者诡道》（R.U.S.E.）是由Eugen Systems开发的一款即时战略电子游戏。该游戏适用于Microsoft Windows、PlayStation 3和Xbox 360平台，由育碧软件于2010年9月发行。信息战在游戏系统中特别重要，玩家可用一系列阴谋和陷阱来欺骗敌军，扭转战局。

## 战役剧情
《兵者诡道》的剧情设定在二战时期。游戏中共有两套战役，其中之一是以美军少校Joseph Sheridan的视角叙述的。他曾于耶鲁大学退学，后来加入美军，获取了第一装甲师的控制权。游戏中讲述了他从非洲至德国的一系列战争经历。

## 游戏系统

### 派系
战役模式中，玩家开始以只有美军可以使用，但到后来可以使用盟军以及最后德国国防军对付欧洲最后一战。而在网络对战/多人对战中，可以选择六个国家的军队陣營。全部的派系包括英国、美国、纳粹德国、意大利、法国、日本和苏联。每个派系都各有优缺点，使得玩法多变。

### 计谋
《兵者诡道》引入了一个计谋系统，允许玩家欺骗对手。这些计谋包括三种：透露情报（如破解密码）、隐藏信息（如無線電靜默）和仿冒的建筑物和单位（比如伪装的攻击武器）。